# Arcte modesta
Arcte modesta är en fjärilsart som beskrevs av Hoeven 1840. Arcte modesta ingår i släktet Arcte och familjen nattflyn. Inga underarter finns listade i Catalogue of Life.